# Африканска яйцеядна змия
Змията яйцеед (Dasypeltis scaber) е единствения вид от род Dasypeltis. В литературата се среща и като: Яйцеед, Африкански Яйцеед, Яйчна Змия.

## Физически характеристики
Малка змия с дължина 0,5 — 0,6 m, рядко 0,8 (1,2) m. На цвят може да е всякаква!:Нюанси на зеленото, пясъчно-жълта, сива, кафеникава, черна. Може да е на ивици и петна, които образуват най-разнообразни форми.Главата е малка, тънка. Това, че се храни само с яйца е променило анатомията и. Зъбите почти напълно са изчезнали и на тяхно място са се развили малки бабуни, чиято единствена цел е да задържат гладкото яйце. Долната челюст се откача по-добре отколкото на другите видове змии. Отваря устата си повече от тях. От гърлото започват заострени костни израстъци (Видоизменени прешлени), които разрязват яйцето. На входа на корема има клапан, който пропуска белтъка и жълтъка, но задържа черупката.Мускулатурата на хранопровода я събира във вид на топка. Острите краища остават вътре в нея. След това топката се изхвърля през устата.Зрението и е много слабо. Силно развити термочувствителност и обоняние.

## Разпространение и местообитание
Цяла Африка на юг от Сахара до ЮАР. Южните части на Арабския полуостров (Йемен). Обитава всички възможни хабитати от морското равнище до планините. В Кения и Етиопия е намирана на над 3000 м.н.в. Плува отлично.

## Начин на живот
Храни се само с яйца и нищо друго. Поглъща яйце до 6 пъти по-голямо от главата и. Познава кои са развалени и не ги закача. Яде ги сезонно – когато птиците гнездят. После чака до следващата година. Това е може би змията която издържа най-дълго време на глад. В плен са наблюдавани екземпляри които не са яли 2 години и това въобще не им се е отразило на здравето. В природата има много врагове, става плячка на почти всеки хищник, който е по-голям от нея. Има интересена самозащита — извива тялото си във вид на осморка и започва да търка люспите си една в друга. Шума е доста силен. Ако това не подейства, преструва се на умряла отделяйки зловонни секрети.